# Spaltvakzine
Spaltvakzine, auch (inaktivierte) Teilpartikelimpfstoffe oder Spaltimpfstoffe genannt, sind eine Art der Impfstoff-Formulierung, bei der die Virionen mit organischem Lösungsmittel oder Tensiden aufgebrochen werden.
Beispiele für Spaltimpfstoffe sind verschiedene Influenzaimpfstoffe.

## Eigenschaften
Es bilden sich im Zuge der Virenspaltung bei behüllten Viren größere Bruchstücke der Virushülle, die noch weiter gereinigt werden, bevor sie als Impfstoff verabreicht werden. Man bietet dem Immunsystem Bruchstücke des Erregers an und trainiert so eine Immunantwort, ohne dass es zur Infektion mit dem Virus kommt, wodurch weniger unerwünschte Impfreaktionen entstehen. Spaltvakzine gehören zur Kategorie der Totimpfstoffe, weil das verabreichte Material nicht mehr infektiös oder vermehrungsfähig ist. Aufgrund einer im Vergleich zu attenuierten Viren, DNA-Impfstoffen viraler Gene oder viralen Vektoren geringen Aufnahme in Zellen wird die zelluläre Immunantwort bei Spaltimpfstoffen meist nicht aktiviert.

## Unterschied zu den Untereinheitenimpfstoffen
„Spaltimpfstoffe enthalten größere Mengen anderer Virusbestandteile als die weiter aufgereinigten Untereinheitenimpfstoffe. Diese zusätzlichen Bestandteile werden jedoch weder charakterisiert noch quantifiziert. Mit zunehmender Aufreinigung der Viruspräparationen nimmt die Verträglichkeit der Impfstoffe zu, die Immunogenität hingegen ab.“